# Paul Hahn

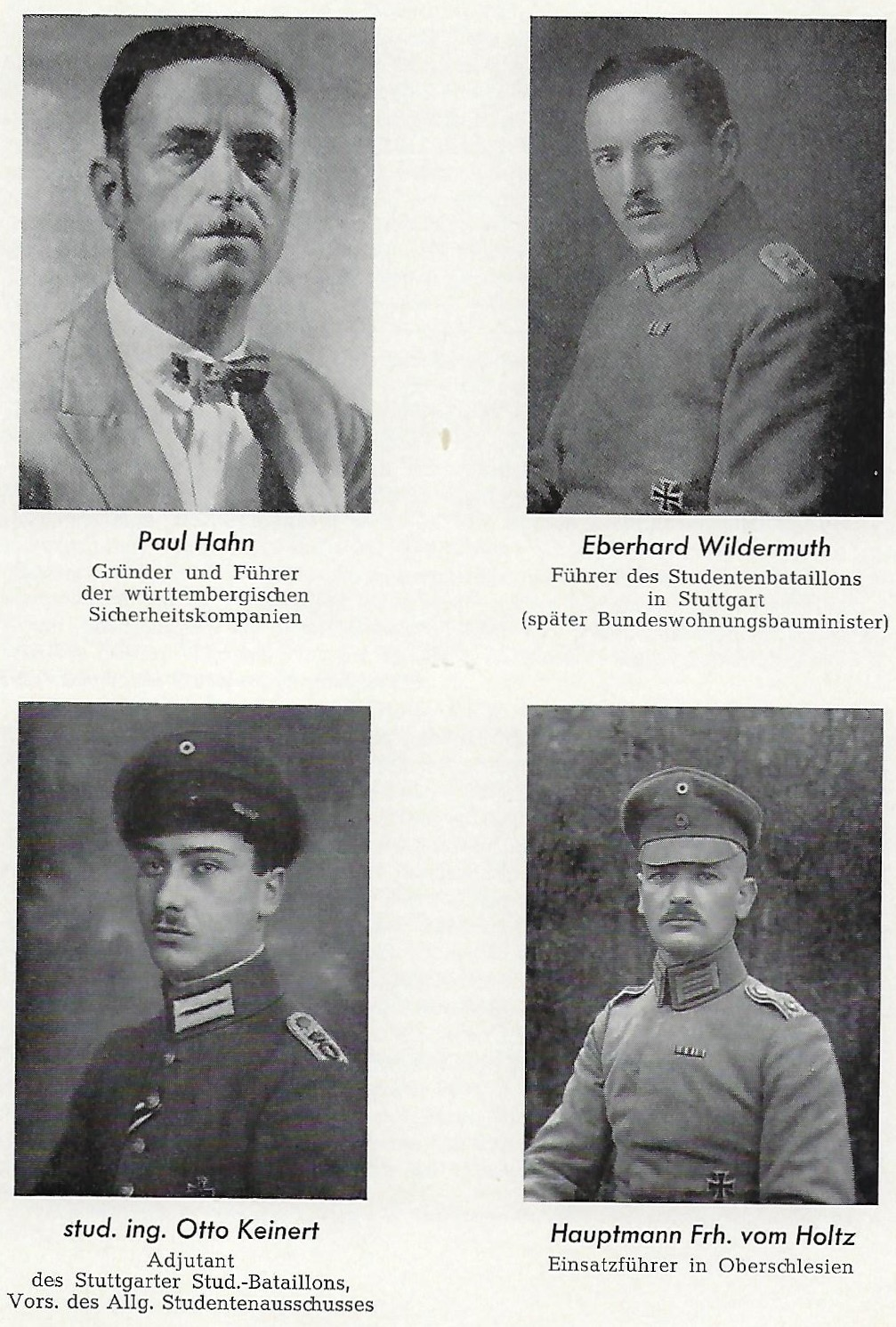
Hahn, Wildermuth, Keinert und Frhr. vom Holtz

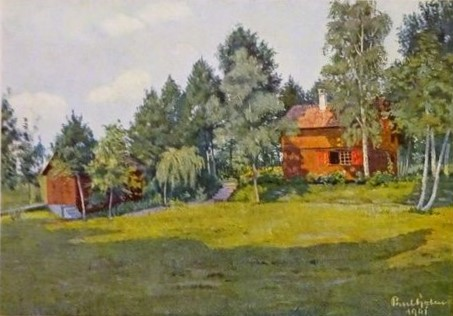
Paul Hahn: Haus Hahn zum Trappenstein (1941)

Paul Gustav Hahn (* 5. April 1883 in Obertürkheim, Königreich Württemberg; † 2. April 1952 in Stuttgart) war ein deutscher Lehrer und Kunstmaler. Er baute nach der Novemberrevolution im Volksstaat Württemberg Sicherheitswehren auf und war bis 1923 Oberpolizeidirektor von Stuttgart. Wegen seiner Verbindungen zum Widerstand gegen den Nationalsozialismus wurde er nach dem gescheiterten Attentat vom 20. Juli 1944 zu drei Jahren Zuchthaus verurteilt.

## Leben
Als Sohn eines Schlossers verbrachte Paul Hahn seine Jugend in Esslingen am Neckar. Von 1897 bis 1902 besuchte er die Präparandenanstalt in Nürtingen. Anschließend unterrichtete er als Lehrer in Stuttgart. 1907 nahm er ein Studium an der Kunstgewerbeschule und Kunstakademie Stuttgart auf. Er eröffnete nach Abschluss des Studiums 1911 eine Werkstatt für graphische Kunst und verdiente seinen Lebensunterhalt als Kunstmaler. Er stellte im Stuttgarter Kunstverein Bilder und Zeichnungen aus und war als Werbezeichner tätig. Bei Ausbruch des Ersten Weltkrieges meldete sich Hahn als Kriegsfreiwilliger beim Dragoner-Regiment „Königin Olga“ (1. Württembergisches) Nr. 25 (Ludwigsburg). 1915 wurde er schwer verwundet. Nach einer Beförderung zum Leutnant der Landwehr-Kavallerie am 22. August 1916, wurde er am 1. Juni 1917 zum Württembergischen Infanterie-Regiment Nr. 475 versetzt. Nach einer erneuten Verwundung und Lazarettaufenthalt kam er zum Gebirgs-Ersatzbataillon in Isny und wurde dort am 9. November 1918 in den Soldatenrat gewählt.

### Weimarer Republik
Vom 12. Dezember 1918 bis 21. März 1919 gehörte Hahn dem Landesausschuss der Soldatenräte Württemberg an. Dort wurde er am 11. Dezember 1918 mit dem Aufbau von Zeitfreiwilligenverbänden beauftragt. Mit seinen Sicherheitskompanien schlug er Anfang Januar 1919 den Spartakusaufstand in Stuttgart nieder. Er übernahm die Zentralleitung der Württembergischen Sicherheitstruppen in Stuttgart, die am 20. Dezember 1918 vom Generalkommando des XIII. (Württ.) Armeekorps aufgestellt worden waren. Württembergische Sicherheitstruppen nahmen auch an der Niederwerfung der Münchner Räterepublik teil. Nach Übernahme der Sicherheitstruppen in die Vorläufige Reichswehr blieb Hahn Oberpolizeidirektor in Stuttgart. Als Leiter der Hauptstelle für Einwohnerwehren in Württemberg unterstützte er während des Kapp-Putsches die Reichsregierung, die in Stuttgart Zuflucht genommen hatte. Im November 1921 wurde Hahn in der Freimaurerloge Zu den 3 Cedern in Stuttgart zum Freimaurer aufgenommen. Im April 1922 wurde Hahn nach Zerwürfnissen mit dem württembergischen Innenminister Eugen Graf und der SPD-Fraktion seines Amtes enthoben; sein Dienstverhältnis als Oberpolizeidirektor endete im März 1923. Hahn arbeitete von nun an freiberuflich als Designer und beteiligte sich unter anderem an der Polstermöbelfabrik Walter Knoll, die 1925 gegründet wurde. Für Walter Knoll entwarf er (zusammen mit Walter Schneider) die Polstermöbel-Serie "prodomo" aus beweglichen, leichten aber auch qualitätvollen Möbeln, die im Kontext der Moderne der 1920er Jahre Aufsehen erregten.

### NS- und Nachkriegszeit
1935 wurde Hahn von der Robert Bosch GmbH angestellt. Er war beim Aufbau des Robert-Bosch-Krankenhauses in Stuttgart für die Robert Bosch Stiftung tätig. Über Robert Bosch kam er auch mit Widerstandskreisen in Kontakt, etwa mit Carl Friedrich Goerdeler. Nach dem gescheiterten Attentat auf Hitler am 20. Juli 1944, wurde Hahn am 8. August 1944 verhaftet und vom Volksgerichtshof am 28. Februar 1945 zu drei Jahren Zuchthaus verurteilt und in der Strafanstalt Brandenburg-Görden inhaftiert.
Nach der Schlacht um Berlin kehrte Hahn nach Stuttgart zurück, wo er von Juni bis September 1945 als „Chef der deutschen Staatspolizei für Württemberg“ in der Französischen Besatzungszone mit dem Aufbau der Polizei beauftragt war. Wegen Differenzen mit der amerikanischen Militärregierung legte er sein Amt nieder und zog sich ins Privatleben zurück.

## Schriften
- Erinnerungen aus der Revolution in Württemberg. „Der rote Hahn. Eine Revolutionserscheinung“. Bergers Literarisches Büro und Verlagsanstalt, Stuttgart 1922.